# De schat op de zeebodem
Tom Poes en de schat op de zeebodem of kortweg De schat op de zeebodem is het negentiende verhaal uit de Bommelsaga, geschreven en getekend door Marten Toonder. Het verhaal verscheen voor het eerst op 22 september 1943 en liep tot 6 december van dat jaar.
Het verhaal draait om schatzoeken. Het is een vervolg op het vorige verhaal, De Bommelschat.

## Samenvatting
Terwijl Heer Bommel en Tom Poes samen in het huis van Tom Poes zijn, haalt die de schatkaart van Heer Bommel achter een schilderij vandaan. Op de kaart blijkt een van de eilanden van de Trilarchipel in de Azuurzee te staan.
De volgende dag huurt heer Bommel op het vliegveld van Rommeldam een vliegtuigje met piloot. Als ze boven de plaats van het eiland vliegen, blijkt het eiland in zee verdwenen. Het vliegtuig stort vervolgens neer in een windhoos. Passagiers en piloot redden zich per parachute. De schatzoekers landen behouden op het strand van een ander eilandje van de archipel.
Uit onderzoek blijkt dat de mensen die op het eiland hadden gewoond, op de zeebodem zijn veranderd in vismensen met kieuwen. Een tovenaar zou daar de hand in hebben gehad. Op het eiland blijkt dat het om Hocus Pas gaat, een oude bekende van Tom Poes en Heer Bommel. 
Laatstgenoemde wordt gedwongen het verdronken eiland weer omhoog te toveren om zichzelf te redden. De vismensen en heer Bommel komen boven water met het eiland, maar hebben nu last van de kieuwen en springen noodgedwongen de zee in. Nadat Tom Poes de tovenaar dreigt van de rotsen te werpen, tovert hij de kieuwen weer weg. Hocus Pas vraagt op zijn beurt Tom Poes een flesje Aqua Vita te halen, maar die weigert. Tom Poes en heer Bommel vinden vervolgens de grote Bommelschat in een grot op het eiland.
Heer Bommel koopt het eiland met een deel van de schat van de bewoners; het heet nu Bommeleiland. De hoofdman geeft vervolgens een feestpicknick op het strand. Hocus Pas wordt opgesloten in een vogelkooi. De twee vrienden krijgen een boot aangeboden.

## Voetnoot
1. ↑  Volgens Marten Toonder zijn de tekst en tekeningen gedeeltelijk door medewerkers vervaardigd, omdat hijzelf was getroffen door longontsteking, 25 maart 1997 Greystones